# Shromáždění obyvatel újezdu
Shromáždění obyvatel újezdu byl v České republice do roku 2015 podle § 38 zákona č. 222/1999 Sb., o zajišťování obrany ČR, kolektivní občanský orgán, jehož jediným oprávněním podle zákona bylo navrhovat újezdnímu úřadu své zástupce do občanského aktivu, což byl poradní orgán újezdního úřadu, nebo požádat o jeho zřízení. Zákon nestanovil žádné podmínky pro usnášeníschopnost a způsob svolávání a řízení takového shromáždění a neukládal újezdnímu úřadu jeho návrhy respektovat. Výslovně zákon stanovil pouze tolik, že požádá-li o zřízení aktivu nejméně polovina obyvatel újezdu, je újezdní úřad povinen aktiv zřídit. 
Vzhledem k tomu, že existence vojenských újezdů nespadajících pod žádnou obec byla od počátku existence České republiky v rozporu s její ústavou, byly zejména pod vlivem intervencí senátorky a zástupkyně veřejného ochránce práv Jitky Seitlové zákonem č. 15/2015 Sb., vymezení vojenských újezdů a jejich právní rámec upraveny tak, že na jejich území nemůže být nikdo hlášen k trvalému pobytu; v souvislosti s tím byla vypuštěna i všechna ustanovení, která se týkala participace obyvatel vojenských újezdů na jejich správě. 
Ani v souvislosti s mnohaletými diskusemi o právech obyvatel vojenských újezdů nebyly publikovány žádné informace o tom, zda se v některém z vojenských újezdů shromáždění obyvatel újezdu vůbec konalo a zda v některém z vojenských újezdů byl někdy zřízen občanský aktiv. Dostupné zdroje pouze citují tehdejší právní úpravu. 